# Tubercithorax
Tubercithorax és un gènere d'aranyes araneomorfes de la subfamíla dels erigonins, dins de la família Linyphiidae. Es poden trobar a Rússia.
Fou descrit per primera vegada per K. Y. Eskov l'any 1988

## Llista d'espècies
Segons The World Spider Catalog 12.0: 
- Tubercithorax furcifer Eskov, 1988 (Espècie tipus)
- Tubercithorax subarcticus (Tanasevitch, 1984)